# Marsilea kedarmalii
Marsilea kedarmalii là một loài dương xỉ trong họ Marsileaceae. Loài này được Bhardwaja, Gena & D'Souza mô tả khoa học đầu tiên năm 1995.
Danh pháp khoa học của loài này chưa được làm sáng tỏ. 